# Vesak
Vesak (Pali : Vesākha, sanskrit : Vaiśākha), également connu sous les noms de Wesak, Buddha Purnima et Buddha Day, est une fête traditionnellement observée par les bouddhistes et certains hindouistes, en Inde, au Sri Lanka, au Népal, au Tibet, au Bangladesh, au Bhoutan, en Indonésie, à Singapour, en Thaïlande, au Cambodge, au Laos, en Malaisie, au Myanmar, en Mongolie, aux Philippines, en Chine, au Japon, en Corée du Sud, en Corée du Nord, à Taiwan et au Vietnam comme « l' anniversaire de Bouddha », ainsi que dans d'autres parties du monde. Le festival commémore la naissance, l'illumination (bouddhéité) et la mort (parinirvana) du Gautama Bouddha dans la tradition theravada ou du sud.

## L'histoire

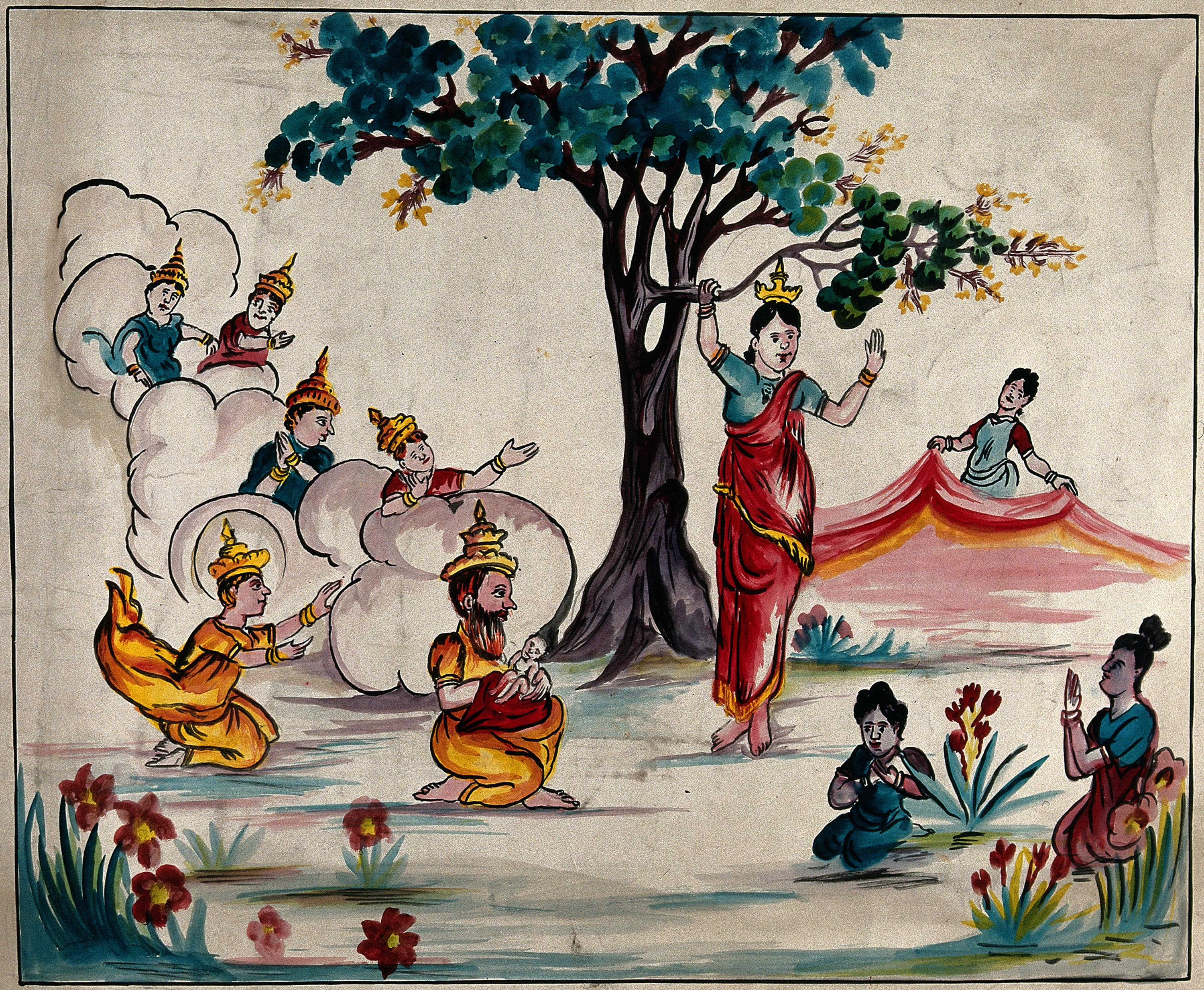
La reine Maya s'accroche à une branche d'un arbre en donnant naissance au Bouddha, qui est reçu par asakra sous le regard d'autres dieux.

La décision d'accepter de célébrer la fête de Wesākha à l'occasion de l'anniversaire du Bouddha a été officialisée lors de la première conférence de la Fraternité mondiale des bouddhistes qui s'est tenue au Sri Lanka en 1950, bien que les festivals fussent, dans le monde bouddhiste, une tradition séculaire. La résolution adoptée à la Conférence mondiale se lit comme suit :
« That this Conference of the World Fellowship of Buddhists, while recording its appreciation of the gracious act of His Majesty, the Maharaja of Nepal in making the full-moon day of Vesak a Public Holiday in Nepal, earnestly requests the Heads of Governments of all countries in which large or small number of Buddhists are to be found, to take steps to make the full-moon day in the month of May a Public Holiday in honour of the Buddha, who is universally acclaimed as one of the greatest benefactors of Humanity. »
Le jour de Vesākha, les bouddhistes du monde entier commémorent des événements qui ont de l'importance pour les bouddhistes de toutes les traditions : la naissance, l'illumination et le décès du Bouddha Gautama. Lorsque le bouddhisme s'est répandu depuis l'Inde, il a été assimilé à de nombreuses cultures étrangères et, par conséquent, le vesakha est célébré de nombreuses façons différentes dans le monde entier. En Inde, le jour Vaishakh Purnima est également connu comme le jour du Bouddha Jayanti et a été traditionnellement accepté comme le jour de la naissance du Bouddha.
En 1999, les Nations unies ont décidé de célébrer la journée de Vesak au niveau international, à son siège et dans ses bureaux.
Le nom de l'observance est dérivé du terme pali vesākha ou sanscrit vaiśākha, qui est le nom du mois lunaire utilisé dans l’Inde ancienne et qui tombe en avril – mai. Dans les traditions du Bouddhiste Mahayana, la fête est connue sous son nom sanscrit (Vaiśākha) et ses variantes. Les interprétations locales du nom varient selon la langue, notamment :
- assamais : বুদ্ধ পূর্ণিমা Buddho Purnima
- bengali : বুদ্ধ পূর্ণিমা Buddho Purnima, বুদ্ধ জয়ন্তী Buddho Joyonti
- dzongkha : སྟོན་པའི་དུས་ཆེན་༥ འཛོམས་ Dhüchen Nga Zom
- birman : ကဆုန်လပြည့် ဗုဒ္ဓနေ့ Kasone Lapyany Buddha Nae (Jour de Bouddha de la Pleine Lune de Kason)
- chinois : 佛陀誕辰紀念日 ; pinyin : Fótuó dànchén jìniàn rì, 佛誕 Fódàn (Anniversaire du Bouddha), 浴佛節 Yùfójié (Fête de Purification du Bouddha), 衛塞節 Wèisāi jié (Fête du Vaisakh)
- hindi : बुद्ध पूर्णिमा Buddha Pūrṇimā, बुद्ध जयन्ती Buddha Jayantī, वैशाख पूर्णिमा Vaisākh Pūrṇimā
- indonésien : Hari Raya Waisak
- japonais : 花祭り Hanamatsuri (Fête des Fleurs)
- khmer : វិសាខបូជា Visak Bochea
- kannada : ಬುದ್ಧ ಪೌರ್ಣಮಿ Buddha Pournami
- coréen : hangul : 석가 탄신일 ; hanja : 釋迦誕辰日 Seokka Tanshin-il (Anniversaire du Bouddha Shakyamuni), 부처님오신날 Bucheonim Osinnal (Jour de Bouddha)
- lao : ວິສາຂະບູຊາ Vixakha Bouxa
- malais : Hari Wesak (هاري ويسق)
- mongol : Бурхан Багшийн Их Дүйцэн Өдөр Burkhan Baghshiyn Ikh Düytsen Ödör (Grand Jour de Fête du Seigneur Bouddha)
- marathi : बुद्ध पोर्णिमा Buddha Pornima
- nepalbhasha : स्वांया पुन्हि Swānyā Punhi
- népalais : बुद्ध पुर्णिमा Buddha Purnima, बुद्ध जयन्ति Buddha Jayanti
- oriya ବୁଦ୍ଧ ପୂର୍ଣ୍ଣିମା Buddha Purnimā
- singhalais : වෙසක් Vesak
- tamoul : விசாகத் திருநாள் Vicākat Tirunāḷ
- tagalog Araw ng Bisyak
- télougou : బుద్ధ పౌర్ణమి Buddha Pournami, వైశాఖ పౌర్ణమి Vaisakha Pournami
- thaï : วิสาขบูชา Wisakha Bucha
- tibétain :ས་ག་ཟླ་བ། Sa Ga Dawa (Lune du 4e mois)
- vietnamien : Phật Đản (Anniversaire du Bouddha)

## Fête
En Mai 2007 il y a eu deux jours de pleine lune : le 1er et le 31. Certains pays (dont le Sri Lanka, le Cambodge et la Malaisie) ont célébré Vesākha le 1er et d’autres (Thaïlande, Singapour) ont célébré la fête le 31 en raison d’une autre célébration lunaire locale. La différence se manifeste également dans l'observance d'autres fêtes bouddhistes, traditionnellement observées à la pleine lune locale.
De même, en 2012, Vesak a été observé le 28 avril à Hong Kong et à Taiwan, le 5 mai au Sri Lanka, le 6 mai en Inde et au Bangladesh, le 28 mai en Corée du Sud et le 4 juin en Thaïlande. (En 1999, le gouvernement taïwanais a fixé l'anniversaire de Bouddha le deuxième dimanche de mai, le même jour que la fête des mères,). En 2014, Vesak est célébré le 13 mai au Myanmar, à Singapour et en Thaïlande, et le 15 mai en Indonésie.
À Vesākha, bouddhistes fervents et adeptes se rassemblent dans leurs temples avant l’aube pour hisser cérémonieusement et honorablement le drapeau bouddhiste et chanter des hymnes pour louer le saint triple joyau : Le Bouddha, le Dharma (ses enseignements) et le Sangha (ses disciples). Les fidèles peuvent apporter de simples offrandes de fleurs, bougies et bâtons d' encens aux pieds de leur professeur. Ces offrandes symboliques rappellent aux adeptes que, tout comme les belles fleurs se fanent au bout de quelque temps et que les bougies et les bâtonnets vont bientôt s'éteindre, la vie est également sujette à la dégradation et à la destruction. Les dévots sont invités à faire un effort particulier pour s'abstenir de tuer. Ils sont encouragés à manger de la nourriture végétarienne pour la journée. Dans certains pays, notamment au Sri Lanka, deux jours sont réservés à la célébration de Vesākha et tous les magasins d’alcool et les abattoirs sont fermés par décret du gouvernement pendant ces deux jours.
Des milliers d'oiseaux, d'insectes et d'animaux sont également relâchés par ce que l'on appelle un « acte de libération symbolique » consistant à donner la liberté à ceux qui sont en captivité, emprisonnés ou torturés contre leur volonté. (Cette pratique est toutefois interdite dans certains pays, comme à Singapour, car on pense que les animaux relâchés sont incapables de survivre à long terme et peuvent avoir un impact négatif sur l'écosystème local s'ils le font.)
Certains bouddhistes dévots porteront une simple robe blanche et passeront la journée dans des temples avec une détermination renouvelée pour observer les huit précepte.

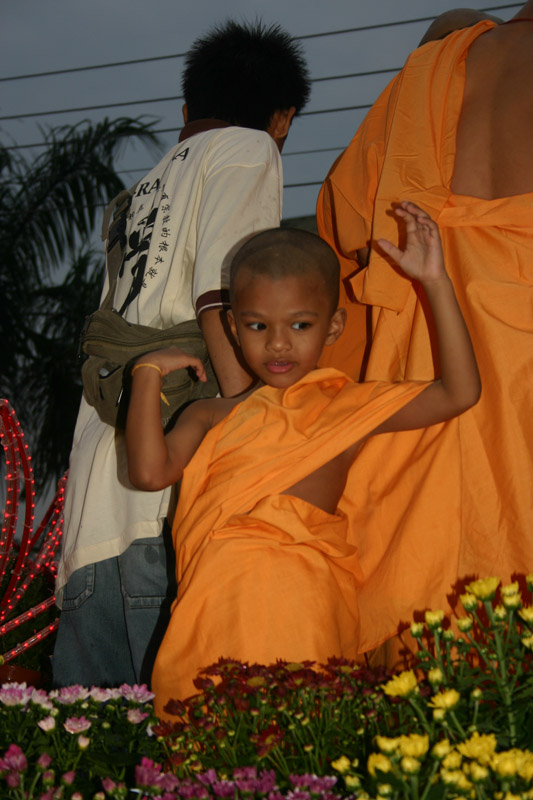
Jeune moine novice à la parade du jour de Vesakha.

Certains temples affichent également une petite statue du Bouddha devant l'autel dans un petit bassin rempli d'eau et décoré de fleurs, permettant aux passionnés de verser de l'eau sur la statue ; c'est symbolique de la purification du mauvais karma d'un pratiquant et de la reconstitution des événements qui ont suivi la naissance du Bouddha, lorsque des dévas et des esprits lui ont fait des offrandes célestes.
Les fidèles sont censés écouter les discours des moines. Ce jour-là, les moines réciteront des versets prononcés par le Bouddha il y a vingt-cinq siècles afin d'invoquer la paix et le bonheur pour le gouvernement et le peuple. Il est rappelé aux bouddhistes de vivre en harmonie avec les personnes d'autres religions et de respecter les convictions d'autrui enseignées par le Bouddha.

### Apporter du bonheur aux autres
Célébrer Vesakha (Vesak) signifie également faire des efforts particuliers pour apporter le bonheur à des malheureux comme les personnes âgées, les handicapés et les malades. À ce jour, les bouddhistes distribueront des cadeaux en espèces et en nature à divers organismes de bienfaisance du pays. Vesākha est aussi une période de grande joie et de bonheur, exprimée non pas par la tentation de l'appétit mais par la concentration sur des activités utiles telles que la décoration et l'éclairage de temples, la peinture et la création de scènes exquises de la vie du Bouddha destinées à être diffusées publiquement. Les bouddhistes fervents rivalisent pour fournir des rafraîchissements et une nourriture végétarienne aux fidèles qui visitent les temples pour rendre hommage à l'Enlightened One (Celui qui a reçu l'Illumination). [réf. nécessaire]

### Rendre hommage au Bouddha
La tradition attribue au Bouddha lui-même une instruction sur la manière de lui rendre hommage. Juste avant de mourir, il vit son fidèle serviteur Ananda pleurer. Le Bouddha lui conseilla de ne pas pleurer, mais de comprendre la loi universelle selon laquelle toutes les choses composées (y compris son propre corps) doivent se désintégrer. Il a conseillé à chacun de ne pas pleurer sur la désintégration du corps physique mais de considérer ses enseignements (le Dhamma) comme leur enseignant dès lors, car seule la vérité du Dhamma est éternelle et non soumise à la loi du changement. Il a également souligné que la manière de lui rendre hommage ne consistait pas simplement en fleurs, en encens et en lumières, mais en s'efforçant véritablement et sincèrement de suivre ses enseignements. C'est ainsi que les bouddhistes sont censés célébrer Vesak : saisir l'occasion pour réitérer leur détermination à mener une vie noble, à développer leur esprit, à faire preuve de bonté et à apporter la paix et l'harmonie à l'humanité. [réf. nécessaire]

### Dates d'observance
La date exacte de Vesak est basée sur les calendriers lunisolaires asiatiques et est principalement célébrée le mois de Vaisakha du calendrier bouddhiste et du calendrier hindou, d'où le nom Vesak. Au Népal, qui est considéré comme le pays natal de Bouddha, il est célébré le jour de la pleine lune du mois Vaisakha du calendrier hindou et s'appelle traditionnellement Buddha Purnima, Purnima signifiant le jour de la pleine lune en sanscrit. Dans les pays de Theravada qui suivent le calendrier bouddhiste, il tombe un jour de pleine lune à Uposatha, généralement au cinquième ou sixième mois lunaire. De nos jours, au Sri Lanka, au Népal, en Inde et au Bangladesh, Vesak / Buddha Purnima est célébré le jour de la pleine lune de mai dans le calendrier grégorien. En Thaïlande, au Laos, en Indonésie, Vesak est célébré le quatorzième ou le quinzième jour du quatrième mois du calendrier lunaire chinois. En Chine et en Corée, au Vietnam, l'anniversaire de Bouddha est célébré le huitième jour du quatrième mois du calendrier lunaire chinois, au Japon le même jour mais dans le calendrier grégorien. La date varie d'année en année dans le calendrier grégorien occidental, mais elle tombe habituellement en avril ou en mai. Dans les années bissextiles, il peut être célébré en juin. Au Bhoutan, il est célébré le 15e jour du quatrième mois du calendrier bhoutanais basé sur le calendrier lunaire.
Les Nations-Unies retiennent comme jour de la célébration le jour de la pleine lune du mois de mai, dont elles ont fait en 1999 une journée internationale, par décision de l'Assemblée générale des Nations unies, afin « de saluer la contribution que le bouddhisme, l’une des plus vieilles religions du monde, apporte depuis plus de 2 500 ans et continue d’apporter à la spiritualité de l’humanité. »
Dans le tableau suivant, les numéros d’année compris entre 2500 et 2599 sont BE (ère bouddhiste).

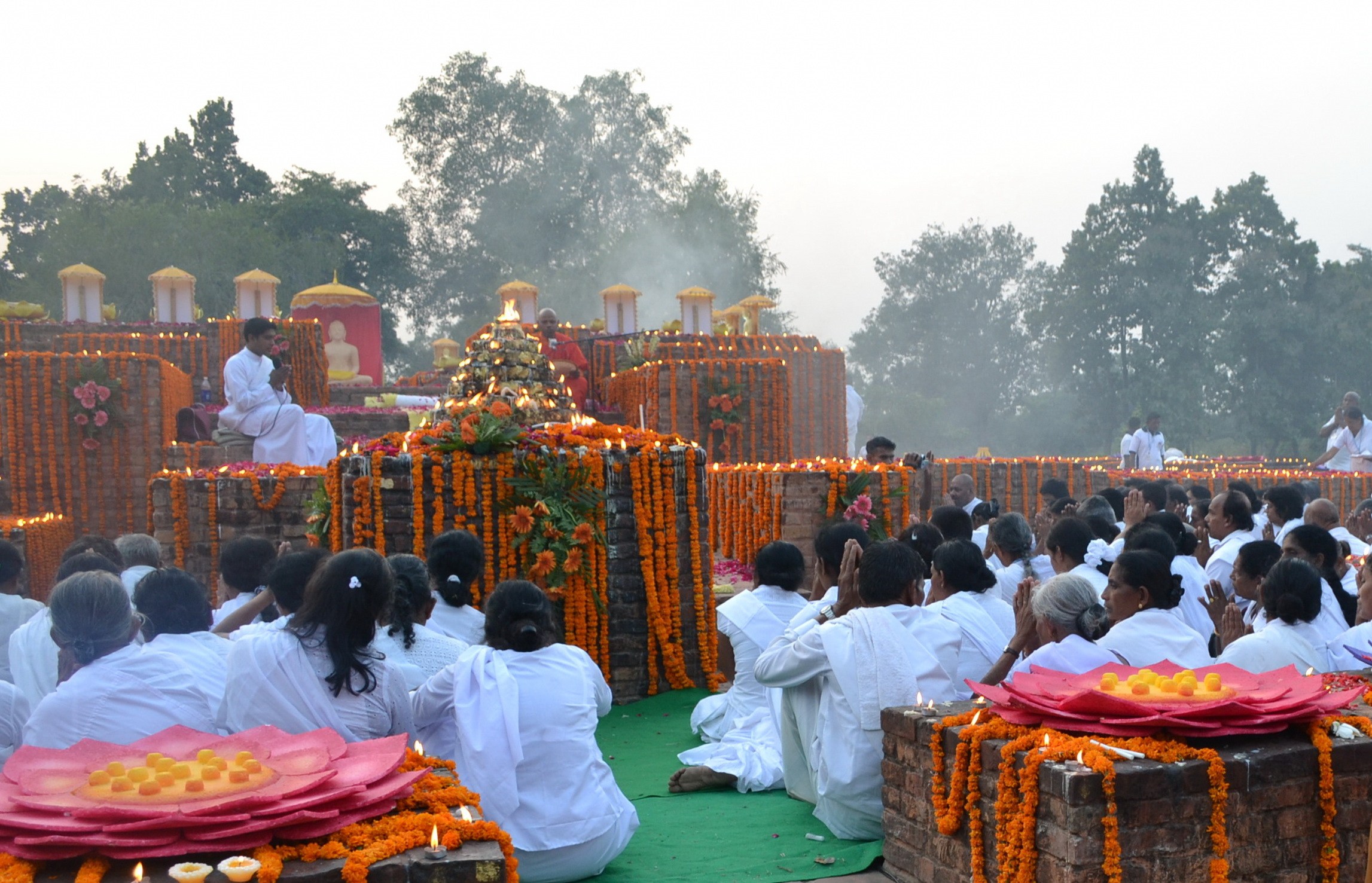
Vesak est célébré à Jetavana, Inde, 2011.

## Panorama par pays

### Au Japon
Au Japon, Vesākha ou 花祭 (hanamatsuri) est également connu sous le nom de 灌仏会 (Kanbutsue), 降誕会 (Goutan'e)), 仏生会 (Busshoue), 浴仏会 (Yokubutsue), 龍華会 (Ryuge'e) et 花会式 (Hanaeshiki). Ce n'est pas un jour férié. Il est basé sur une légende selon laquelle un dragon est apparu dans le ciel le jour de l'anniversaire du Bouddha et lui a versé un soma .
Il était célébré le 8e jour du quatrième mois du calendrier chinois sur la base d’une légende qui proclame l’anniversaire de Bouddha. La célébration du calendrier solaire est célébrée le 8 avril depuis que le gouvernement de Meiji au Japon a adopté le calendrier solaire occidental comme calendrier officiel. Comme le 8e jour du quatrième mois du calendrier lunaire tombe généralement en mai du calendrier solaire actuel, il est maintenant célébré environ un mois plus tôt.
Au Japon, les célébrations à Vesak comprennent le versement de amacha (甘茶), un thé sucré à base d’Hydrangea macrophylla, sur des statues. Dans les sites religieux bouddhistes tels que les temples et les viharas, des cérémonies plus complexes sont organisées pour les laïcs bouddhistes, les prêtres, les moines et les nonnes.

### Au Népal
Vesak, communément appelé « Bouddha Jayanti » au Népal, est marqué par un jour férié. Il est largement célébré dans tout le pays, principalement à Lumbini - le lieu de naissance du Bouddha et à Swayambhunath - un temple stoupa sacré des bouddhistes sur une colline en bordure de Katmandou. La porte principale de Swayambhu est ouverte uniquement ce jour-là. Par conséquent, les gens de toute la vallée de Katmandou sont stimulés par l'événement. Des milliers de pèlerins du monde entier se réunissent pour célébrer l'anniversaire de Bouddha dans son lieu de naissance, à Lumbini. Au Népal, Bouddha est vénéré par tous les groupes religieux. Par conséquent, "Bouddha Jayanti" . Les gens donnent de la nourriture et des vêtements aux nécessiteux et apportent également une aide financière aux monastères et aux écoles où le bouddhisme est enseigné et pratiqué.

### Au Sri Lanka

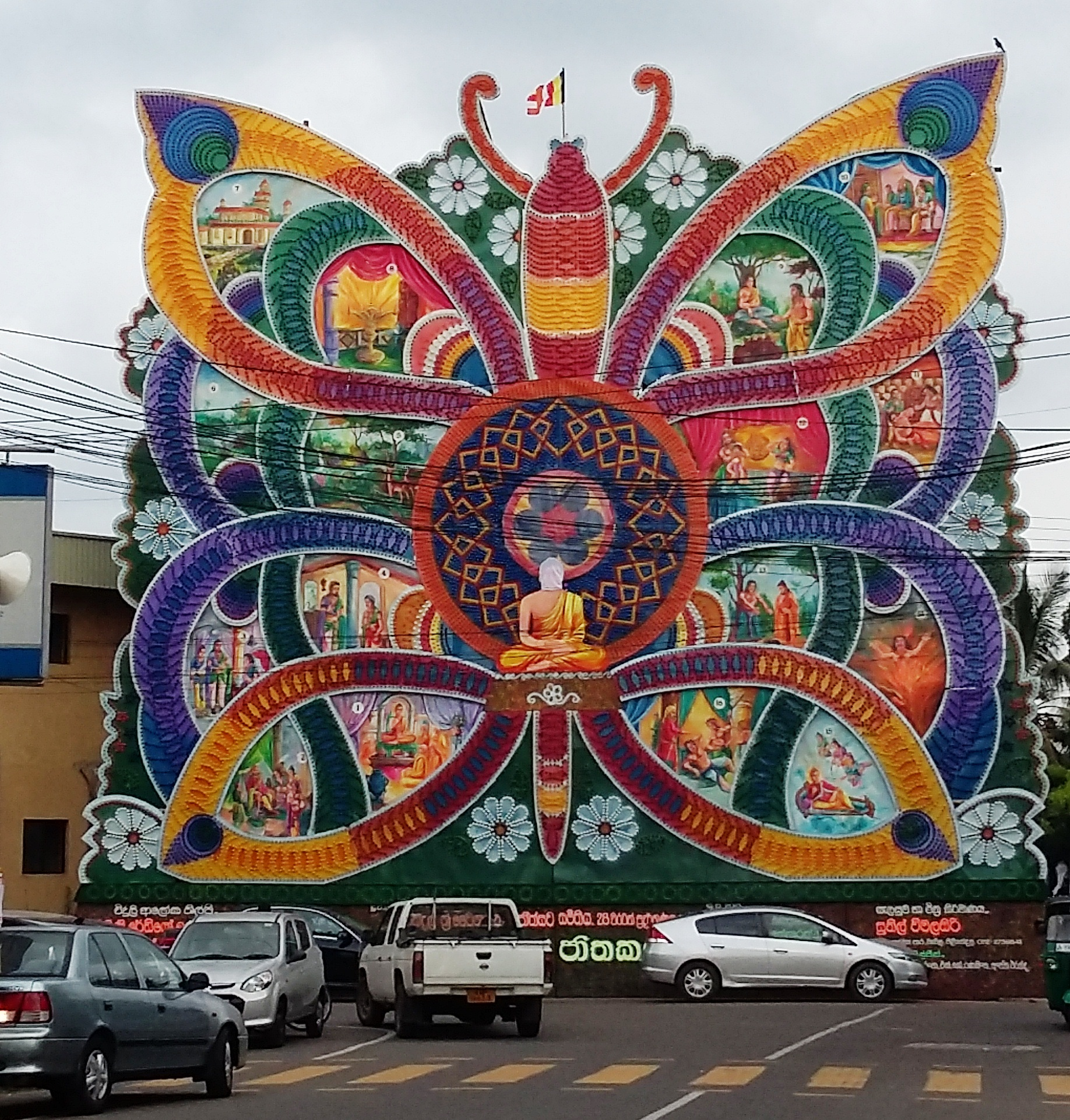
Vesak Thorana à Piliyandala, Sri Lanka.

Vesak est célébré en tant que festival religieux et culturel au Sri Lanka pendant la pleine lune du mois lunaire de Vesak (généralement au mois de mai), pendant environ une semaine et ce festival est souvent célébré par différentes personnes religieuses au Sri Lanka. Pendant cette semaine, la vente d'alcool et de viande fraîche est généralement interdite, les abattoirs étant également fermés. Les célébrations comprennent des activités religieuses et des aumônes. Des pandals à éclairage électrique, appelés thoranas, sont installés principalement à Colombo, Kandy, Galle et ailleurs, la plupart d'entre eux étant parrainés par des donateurs, des sociétés religieuses et des groupes de protection sociale. Chaque pandal illustre une histoire tirée des histoires de Jataka.
De plus, des lanternes colorées appelées Vesak kuudu sont accrochées dans les rues et devant les maisons. Ils signifient la lumière du Bouddha, du Dharma et de la Sangha. Les stands de nourriture installés par des fidèles bouddhistes appelés dansälas fournissent de la nourriture, des glaces et des boissons gratuites aux passants. Des groupes de personnes provenant d'organisations communautaires, d'entreprises et de ministères chantent des bhakti gee (chants de dévotion bouddhistes). Colombo subit un afflux massif de personnes de toutes les régions du pays au cours de cette semaine.

### En Corée

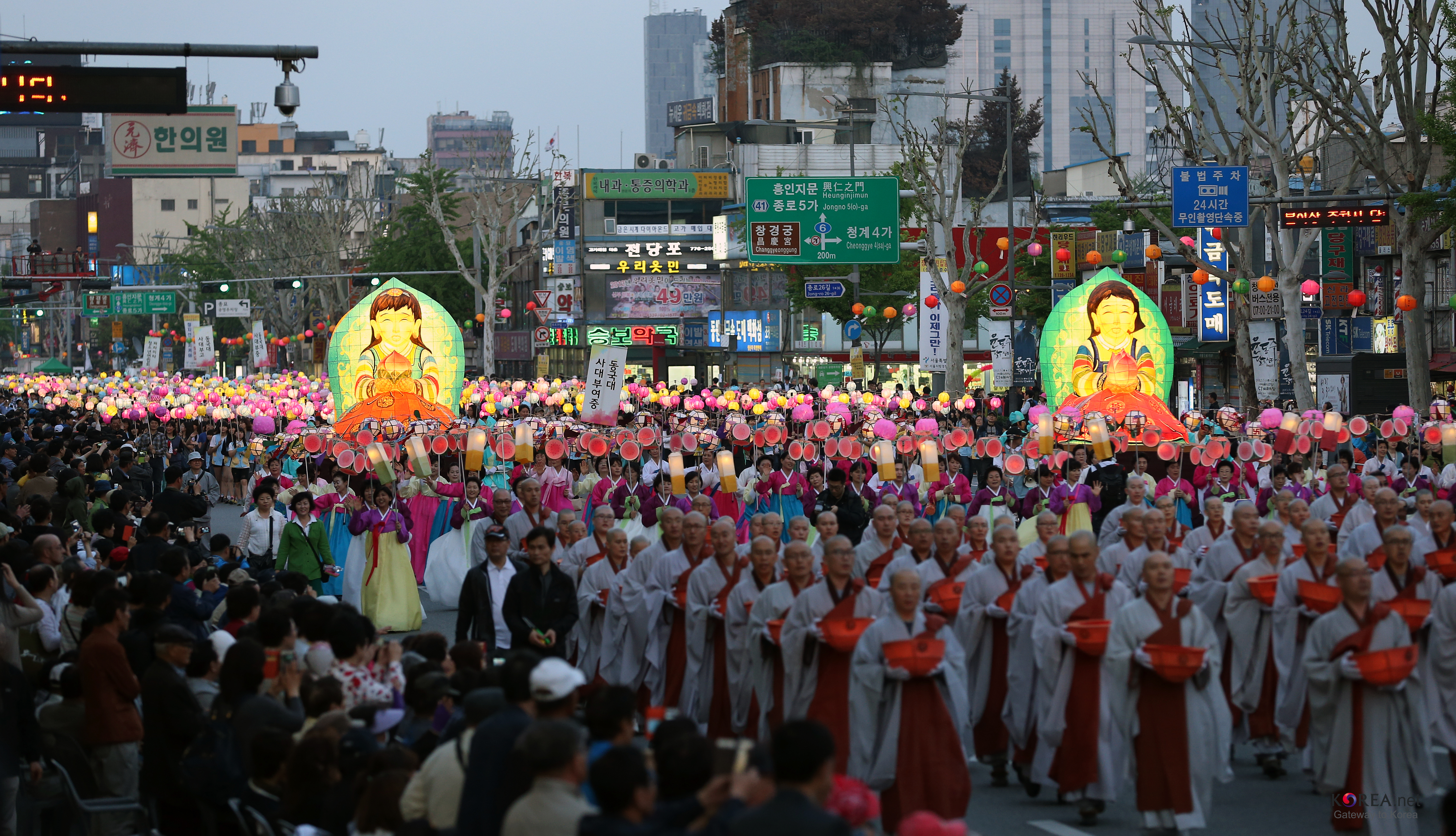
Lotus Lantern Festival (연등회, Yeon Deung Hoe) à Séoul, Corée du Sud.

En Corée du Sud, l'anniversaire de Bouddha est célébré le 8e jour du 4e mois du calendrier lunaire coréen (ainsi qu'à Hong Kong, Macao, Vietnam) et est un jour férié. Ce jour s'appelle 석가탄신일 (Seokga tansinil), signifiant "anniversaire du Bouddha" ou 부처님 오신 날 (Bucheonim osin nal) signifie "le jour où le Bouddha est venu". Il est maintenant devenu l'un des plus grands festivals culturels du pays. Les lanternes de lotus couvrent tout le temple tout au long du mois, qui est souvent inondé dans la rue. Le jour de la naissance de Bouddha, de nombreux temples offrent des repas et du thé gratuits à tous les visiteurs. Le petit-déjeuner et le déjeuner fournis sont souvent des sanchae bibimbap.

### Au Laos
Le festival Vixakha Bouxa est la version lao de la Thai Visakha Puja, à laquelle il ressemble beaucoup. Il commémore la naissance, l'illumination et la mort du Bouddha, qui auraient tous eu lieu à la même date. Il a lieu vers le mois de mai ou Vesak, selon le calendrier lunaire. Les célébrations comprennent des danses, des poèmes, des défilés, des processions, une méditation profonde, des représentations théâtrales et des spectacles de marionnettes.

#### Boun Bang Fay
Une partie du festival Vixakha Bouxa s'appelle Boun Bang Fay , ou Rocket Festival. Comme cela se produit pendant la saison la plus chaude et la plus sèche de l'année, de grandes roquettes artisanales sont lancées dans le ciel pour tenter de convaincre les êtres célestes de faire tomber la pluie. Traditionnellement, les moines bouddhistes fabriquaient les fusées à partir de tubes de bambou creux remplis de poudre à canon (entre autres). De nos jours, les laïcs font du bang fai plus un feu d'artifice et organisent des compétitions pour les fusées les plus hautes, les plus rapides et les plus colorées. L'événement a lieu des deux côtés de la frontière du Mekhong entre la Thaïlande et la République démocratique populaire lao. Parfois, des équipes des pays voisins s'affrontent. Les touristes parcourent de longues distances pour assister à cet événement devenu populaire.

### Au Vietnam
Avant 1975, l'anniversaire de Bouddha était un jour férié au Sud-Vietnam. C'était un festival public avec des défilés de chars et de lanternes dans les rues. Cependant, après la chute de Saigon, la journée n'était plus un jour férié.

### En Malaisie

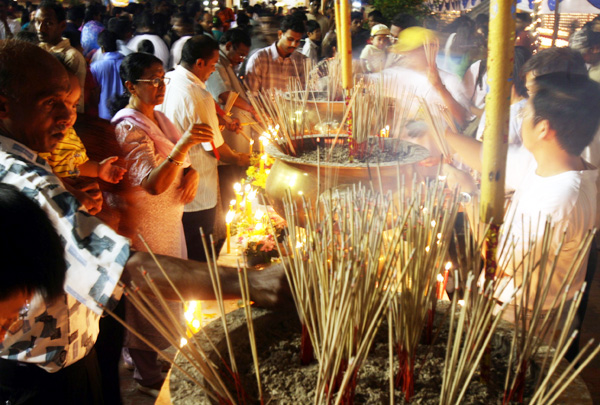
Des gens se sont massés au temple bouddhiste Maha Vihara lors de la célébration de la fête du Wesak à Kuala Lumpur, Malaisie.

Célébré par les bouddhistes pour marquer trois événements importants dans la vie de Bouddha - sa naissance, son illumination et son départ du monde humain, la célébration du Wesak en Malaisie commence à l'aube lorsque des fidèles se rassemblent dans des temples bouddhistes du pays pour méditer sur les huit préceptes. Dons - donner de la nourriture aux nécessiteux et offrandes d'encens et de bâtons d'encens - et prier. Les sutras sont chantés à l'unisson par des moines en robe safran. La célébration est soulignée par une procession de bougies. Le jour de Wesak en Malaisie est un jour férié national.

### Au Bangladesh
La journée du Wesak est un festival important pour la plupart des bouddhistes bengali si elle se tient au Bangladesh, elle est probablement célébrée à Chittagong, à Dhaka et dans d’autres lieux et peuples bouddhistes au Bangladesh. En Bangla, il est connu sous le nom de Buddho Purnima. C'est aussi un jour férié au Bangladesh.

### En Indonésie

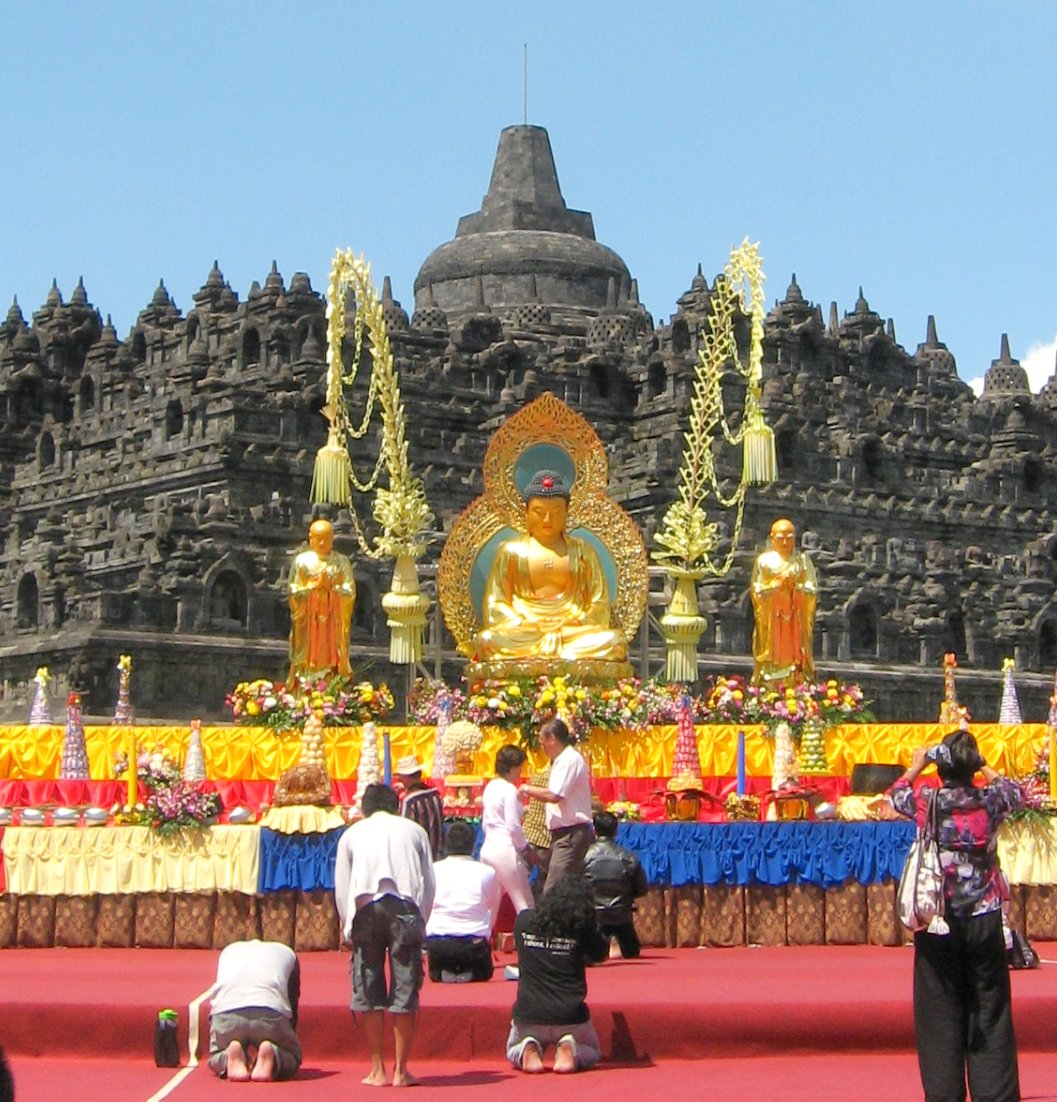
Célébration de la fête de Vesak au temple de Borobudur, Indonésie.

Ce jour saint important et traditionnel est observé dans toute l'Indonésie, où il est connu comme le jour Waisak,. À Borobudur, des milliers de moines bouddhistes se réuniront pour répéter des mantras et méditer alors qu'ils contournent le temple dans le cadre d'un rituel appelé "Pradaksina". C'est une forme d'hommage au temple. Les moines célèbrent cette journée spéciale en embouteillant de l'eau bénite (qui symbolise l'humilité) et en transportant des flammes (qui symbolisent la lumière et l'illumination) d'un endroit à l'autre. Les moines ont également pris part au rituel "Pindapata", au cours duquel ils ont reçu des œuvres de bienfaisance du peuple indonésien. La fête du Waisak en Indonésie est célébrée comme jour férié national chaque année depuis 1983.

### À Singapour
À Singapour, le Vesak Day est devenu un jour férié en 1955 après de nombreuses pétitions publiques remplaçant le lundi de Pentecôte,,. Dans les premières décennies du XXe siècle, la fête de Vesak était associée à la communauté de Ceylan, qui l'a ensuite célébrée avec sa fête nationale lors d'un événement de deux jours. Après la Seconde Guerre mondiale, il y avait un mouvement pour faire de la fête de Vesak un jour férié, avec l’association bouddhiste de Singapour à la tête des pétitions.

### Aux Nations Unies
En 1999, l'Assemblée générale des Nations Unies a adopté la résolution 54/115 intitulée « Reconnaissance internationale de la journée de Vesak au siège des Nations Unies et dans d'autres bureaux des Nations Unies ». La résolution internationale reconnaissait le Jour de Vesak de reconnaître les contributions apportées par Lord Buddha et le bouddhisme depuis plus de deux mille cinq cents ans. Il a également appelé à la commémoration annuelle de cette journée au siège des Nations unies à New York et dans d'autres bureaux des Nations unies dans le monde,.

## Statut de jour férié en France
L’Union bouddhiste de France a obtenu que, depuis 1997, un agent de la fonction publique peut obtenir une autorisation d’absence à l’occasion de Vesak, accordée par l’administration si les nécessités de service le permettent. La date retenue, le jour de la Pleine lune de mai, est fixée à un jour près : les autorisations d’absence pourront être accordées, sur demande de l’agent, avec un décalage en plus ou en moins.